# Packer Collegiate Institute
La Packer Collegiate Institute est une école préuniversitaire privée, pour les élèves du jardin d'enfants à la 12e année. Fondée en 1845, elle est située dans l'arrondissement de Brooklyn, à New York.

## Histoire
L'institut est une école primaire de filles jusqu'en 1972.

## Anciens élèves
- Lucy Burns – suffragette
- Mary Bunting, microbiologiste
- Ethan Hawke, promo 1983 – acteur (Génération 90, Le Cercle des poètes disparus) et écrivain
- Malcolm D. Lee, 1988 – réalisateur (La Fièvre du roller, Undercover Brother : Un agent très secret)
- Lois Lowry, 1956 – écrivain (Le Passeur)
- Mary White Ovington, 1890 – écrivaine, militante des droits civiques, cofondatrice de la NAACP
- Deborah Ann Woll, 2003 – actrice (True Blood)
- Mary Woronov, 1962 – actrice, membre de la Factory d'Andy Warhol

## Dans la culture populaire
- Lieu de tournage de la série télévisée Gossip Girl dans plusieurs épisodes des trois premières saisons.